# Ecopetrol

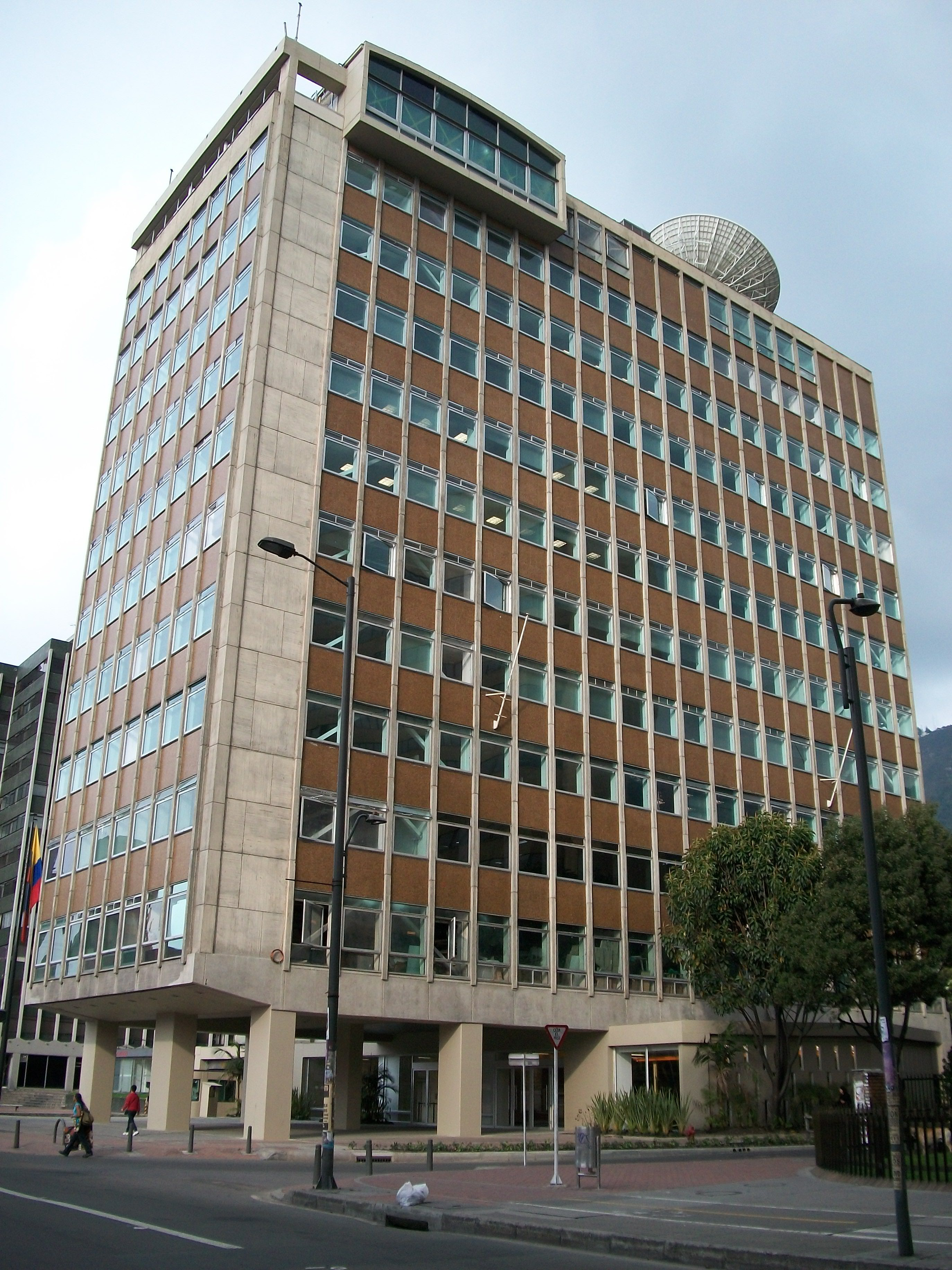
Ecopetrol-Gebäude in Bogotá

Ecopetrol S.A., vormals Empresa Colombiana de Petróleos S.A., ist ein integriertes kolumbianisches Öl-, Gas- und Kohleunternehmen und zu 88,49 % in staatlicher Hand mit Firmensitz in Bogotá. Nach Umsatz ist Ecopetrol das größte Unternehmen Kolumbiens und eines der „Großen Fünf“ Lateinamerikas.

## Unternehmensentwicklung
1921 wurde die Tropical Oil Company gegründet. Deren Aktivitäten übernahm am 25. August 1951 das in Empresa Colombiana de Petróleos umbenannte Unternehmen. 2006 wurde im kolumbianischen Parlament ein umstrittenes Gesetz verabschiedet, wonach Aktien an dem Unternehmen privat erworben werden konnten.
Im September 1983 kam die beste Nachricht in der Geschichte der Ecopetrol und einer der besten für Kolumbien: die Entdeckung des Caño Limón-Feldes, in Verbindung mit der Occidental Petroleum, eine Lagerstätte mit geschätzten 1.100 Mrd. Barrel. So begann das Unternehmen eine neue Ära und im Jahr 1986 wurde Kolumbien wieder ein Ölexportland.
Im Jahr 2003 hat die kolumbianische Regierung die Erdölgesellschaft umstrukturiert und in Ecopetrol S.A. umbenannt, um sie zu internationalisieren und wettbewerbsfähiger zu machen. Im Laufe der Jahre wurde Ecopetrol eines der Top 50 Ölunternehmen der Welt und das viertgrößte in Lateinamerika. Das Unternehmen ist auch in Explorations- und Produktionsaktivitäten in Brasilien, Peru, den Golfstaaten, Vereinigten Staaten bis hin zu Angola involviert und besitzt die Hauptraffinerie in Barrancabermeja in Kolumbien, den größten Teil des Netzwerks von Öl- und Mehrzweckpipelines im Land, petrochemische Anlagen und eine zunehmende Beteiligung an Biokraftstoffen.
Ecopetrol hat Kohlenwasserstoff-Extraktionsfelder in der Mitte, im Süden, Osten und Norden Kolumbiens, zwei Raffinerien, Häfen für den Export und Import von Brennstoffen und Rohöl an beiden Küsten (Pazifik und Atlantik) sowie ein Transportnetz von 8.500 Kilometern Pipelines im Land, die Produktionssysteme mit großen Verbrauchszentren und Terminals verbinden.
Ecopetrols Wachstumsrate bei der Ölförderung seit 2006 zählte zu den besten in der Welt – mit einer Erfolgsquote von 24 % bei der Exploration im Jahr 2014. Die Entdeckung der Lagerstätten Kronos-1 und Orca-1 vor der Küste des Landes in der Karibik hatten neue Explorationsmöglichkeiten eröffnet. Ecopetrol war im Jahr 2012 auf dem Höhepunkt und unter den wertvollsten Ölkonzernen der Welt die Nummer 5. Inzwischen ist das Unternehmen nur noch auf dem 38. Rang zu finden. Das Angola-Engagement wurde inzwischen verlustreich aufgegeben.